# Раджазавр
Раджазавр (Rajasaurus — букв. «король-ящір») — рід хижих абелізаврових тероподів з пізньої крейди Індії, що складається з одного виду: Rajasaurus narmadensis. Його кістки були відкопані з формації Ламета в штаті Гуджарат на заході Індії, ймовірно, він мешкав на території сучасної долини річки Нармада. Палеонтолог Джеффрі А. Вілсон та його колеги офіційно описали його у 2003 році на основі часткового скелета, що складався з черепної коробки, хребта, стегнової кістки, ніг і хвоста — уперше знайдених серед індійських тероподів. Динозавр, ймовірно, сягав 6,6 метра і мав ріг на чолі, який, ймовірно, використовувався для загрожуючої демонстрації та ударів головою. Як і інші абелізаври, раджазавр, скоріше за все, був засідковим хижаком.
Індія у часи раджазавра була островом внаслідок розколу суперконтиненту Гондвани, хоча, можливо, тварини все ще мали змогу мігрувати між сусідніми континентами. Виникнення підродини Majungasaurinae і включення до неї абелізаврів з Індії, Мадагаскару та Європи, в тому числі раджазавра, підтверджує це припущення. Ламетська формація відкрила кілька інших видів динозаврів, включаючи абелізаврів і завроподових титанозаврів, подібних до їхніх гондванських побратимів. Ця територія протягом крейди, ймовірно, була вкрита лісами та слугувала місцем гніздування для багатьох видів.

## Історія відкриття та назва
Раджазавр був офіційно описаний у 2003 році геологом Джеффрі А. Вілсоном та його колегами. Голотипний зразок складається з часткового скелета, GSI № 21141/1-33, що включає верхні щелепи, передщелепні кістки, черепну коробку та квадратну кістку черепа, а також хребет, стегнову кістку, ноги та хвіст. Це перший індійський теропод, який зберіг ці посткраніальні кістки. Можливо, раджазавр, ламетазавр та індозавр є синонімами, хоча це неможливо підтвердити через фрагментарність решток, і втрату зразка ламетазавра.
Родова назва Rajasaurus походить від санскр. राजा, rāja, що означає «цар, володар, вождь або найкращий у своєму роді», і давньогрецького sauros, що означає «ящір». Видова назва narmadensis походить від назви річки Нармада в центральній Індії, неподалік від місця знахідки динозавра.